# 1961年の日本競馬
1961年の日本競馬（1961ねんのにほんけいば）では、1961年（昭和36年）の日本競馬界についてまとめる。馬齢は旧表記で統一する。
1960年の日本競馬 - 1961年の日本競馬 - 1962年の日本競馬

## できごと

### 1月 - 3月
- 2月13日 - 中央競馬では従来銀座と梅田の2か所の場外馬券発売所でのみ行っていた開催翌日の払戻業務が、新宿・渋谷・浅草・京都の4か所でも行われるようになる[1]。
- 2月22日 - 内閣の諮問機関である「公営競技調査会」の委員が決定し、9月までに公営競技の在り方について結論を出すこととなった[1]。調査会は3月15日に初会合を行い、10回の会合、および4回の現地調査を行い、最終的に「現行公営競技の存続を認め、少なくとも現状以上にこれを奨励しない」などの答申を7月25日に内閣総理大臣に提出した[2]。
- 2月25日 - 東京競馬場において、第1回東京競馬1日より、前年完成したダートコースが使用される[1]。
- 2月25日 - 中央競馬において、この日の開催より重勝式の勝馬投票券の発売が中止される[1]。
- 3月20日 - 社団法人中央競馬振興会では、会員と日本中央競馬会理事長および理事、マスコミ関係者、有識者を交えて、今後の正しい競馬のありかたを考究する「競馬文化委員会」を組織。第1回会合を帝国ホテルにて行う[1]。
- 3月20日 - 群馬県競馬組合が設立される[1]。
- 3月24日 - 中央競馬馬主協会連合会が設立される[1]。

### 4月 - 6月
- 4月3日 - 中央競馬の開催翌日の払戻業務が、新橋場外でも行われるようになる[2]。
- 4月29日 - 新宿場外馬券発売所において100円連勝馬券の発売が中止され、1000円単位での発売のみとなる[2]。

### 7月 - 9月
- 7月20日 - 福島競馬場の3号スタンドが完成[2]。
- 9月5日 - 東京放送・ニッポン放送・日本テレビ・日本教育テレビ・日本短波放送・フジテレビ・文化放送・ラジオ関東により、民間放送競馬記者クラブが結成される[2]。
- 9月16日 - 第2室戸台風の影響により、第4回京都競馬の3日・4日開催が全休止に、また第4回東京競馬3日の開催も第5競走以下を休止した[2]。

### 10月 - 12月
- 10月8日 - 第5回中山競馬6日が、関東馬手連合のストライキのために開催休止される。ストライキは9日に解決[2]。
- 10月20日 - 「オリンピック東京大会の馬術競技に使用する施設の建設等のための日本中央競馬会の国庫納付金等の臨時特例に関する法律（オリンピック臨時特例法）」案が衆議院本会議で可決、27日成立した[2]。
- 11月 - ジョニー・ロングデンが東京競馬場にて、保田隆芳と併せ馬で騎乗供覧を行う[3]。
- 12月 - エドワード・アーキャロが中山競馬場にて、高橋英夫と併せ馬調教を行う[3]。
- 12月15日 - 競走馬慰霊祭が中山競馬場で行われる[2]。

### その他
- 福井県福井競馬場、宮崎県都城競馬場が廃止される[2]。

## 競走成績

### 中央競馬の主な競走
- 第21回桜花賞（阪神競馬場・4月2日）優勝 : スギヒメ（騎手 : 諏訪眞）
- 第21回皐月賞（中山競馬場・4月16日）優勝 : シンツバメ（騎手 : 野平好男）
- 第43回天皇賞（春）（京都競馬場・4月29日） 優勝 : ヤマニンモアー（騎手 : 浅見国一）
- 第22回優駿牝馬（オークス）（東京競馬場・5月21日) 優勝 : チトセホープ（騎手 : 伊藤修司）
- 第28回東京優駿競走（日本ダービー）（東京競馬場・5月28日) 優勝 : ハクシヨウ（騎手 : 保田隆芳）
- 第2回宝塚記念（阪神競馬場・7月2日）優勝：シーザー（騎手：伊藤修司）
- 第22回菊花賞（京都競馬場・11月19日） 優勝 : アズマテンラン（騎手 : 野平好男）
- 第44回天皇賞（秋）（東京競馬場・11月23日） 優勝 : タカマガハラ（騎手 : 加賀武見）
- 第6回有馬記念（中山競馬場・12月24日） 優勝 : ホマレボシ（騎手 : 高松三太）

### 中央競馬・障害
- 第46回中山大障害（春）（中山競馬場・4月23日）優勝 : クニハヤ（騎手 : 加賀武見）
- 第47回中山大障害（秋）（中山競馬場・10月15日）優勝： トサキング（騎手：瀬戸口勉）

## 表彰

### 啓衆社賞
- 年度代表馬 ホマレボシ
- 最優秀3歳牡馬 カネツセーキ
- 最優秀3歳牝馬 グンシン
- 最優秀4歳牡馬 アズマテンラン
- 最優秀4歳牝馬 チトセホープ
- 最優秀5歳以上牡馬 タカマガハラ
- 最優秀5歳以上牝馬 トキノキロク
- 最良スプリンター ヘリオス
- 最優秀障害馬 トサキング
- 最優秀アラブ ヤマジヨー

## 誕生
この年に生まれた競走馬は1964年のクラシック世代となる。

### 競走馬
- 3月12日 - カネケヤキ
- 3月19日 - ハクズイコウ
- 4月2日 - シンザン
- 4月20日 - ウメノチカラ
- 4月28日 - バリモスニセイ
- 不明 - ボールドリック

### 人物
- 1月1日 - 藤岡健一調教師（JRA）
- 1月8日 - 堀千亜樹騎手、調教師（大井）
- 1月9日 - 佐藤雅彦騎手、調教師（水沢）
- 2月13日 - 田中剛騎手、調教師（JRA）
- 3月10日 - 蛯名利弘調教師（JRA）
- 3月20日 - 矢作芳人調教師（JRA）
- 3月22日 - 林正人調教師（船橋）
- 5月25日 - 大橋勇樹調教師（JRA）
- 7月22日 - 菅谷正巳騎手（JRA）
- 8月5日 - 岡冨俊一騎手（JRA）
- 9月14日 - 大西直宏騎手（JRA）
- 10月5日 - 内田利雄騎手（浦和）
- 11月25日 - 土肥幸広騎手（JRA）
- 12月1日
  - 原昌久騎手（JRA）
  - 森田直行調教師（JRA）
- 12月16日 - 大森勇一騎手（JRA）

## 死去

### 競走馬
- 11月23日 - サチカゼ